# Islam in Portugal

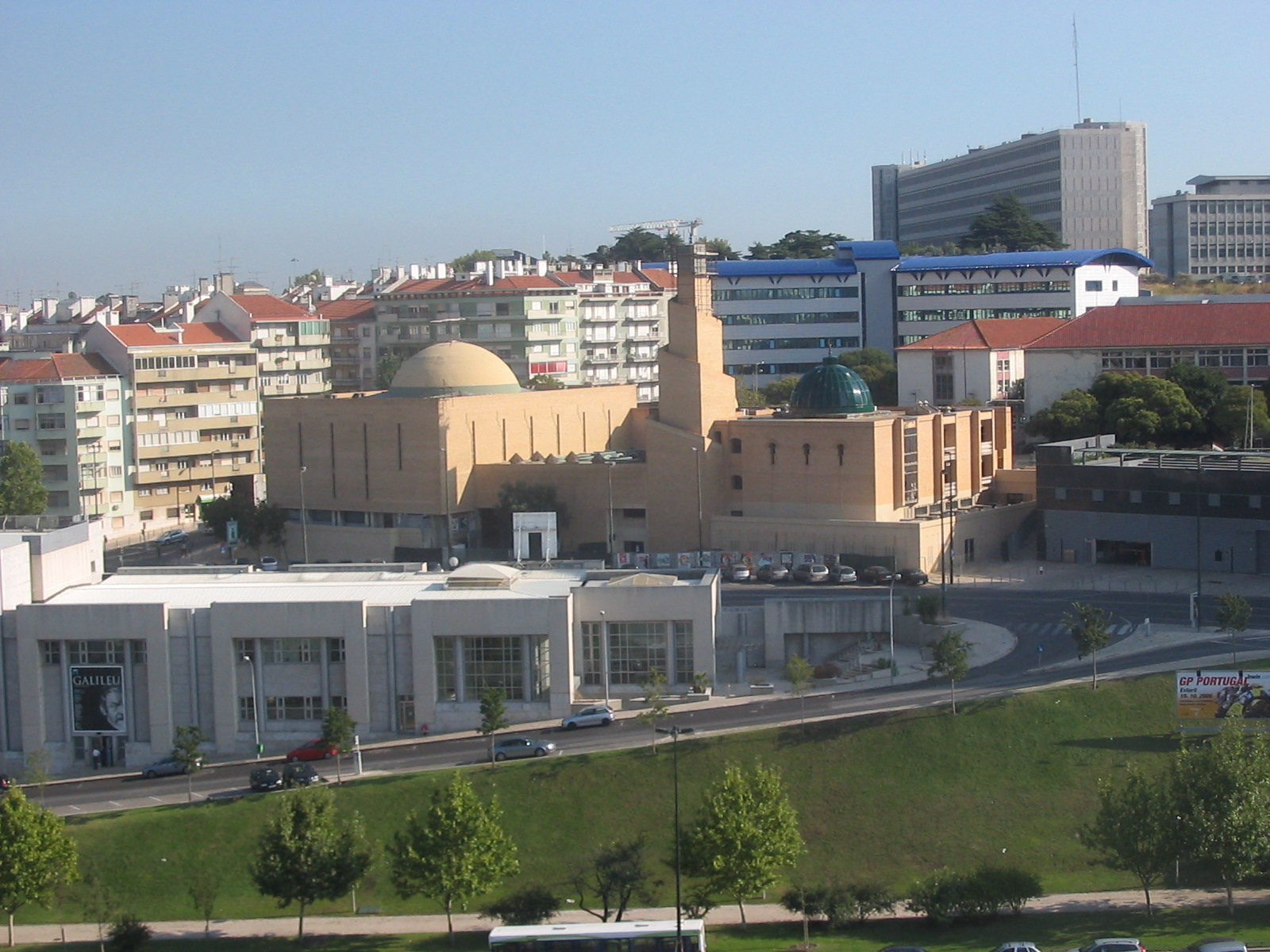
De Centrale Moskee van Lissabon.

Volgens het Instituto Nacional de Estatística (het Nationaal Instituut voor de Statistiek van Portugal) waren er volgens de volkstelling van 1991 9134 moslims in Portugal, ongeveer 0,1% van de totale bevolking, hoewel de Islamitische Gemeenschap van Lissabon op dit moment verwijst naar een aantal van ongeveer 40.000 volgens schattingen van 2011. De meerderheid van de moslims in het land zijn soennieten, gevolgd door ongeveer 5.000 tot 7.000 sjiieten. Er is ook een beperkt aantal ahmadi's. Het grootste deel van de moslimbevolking is afkomstig uit de voormalige Portugese overzeese provincies Guinee-Bissau en Mozambique, waarvan de meeste hun oorsprong hebben in Zuid-Azië. Verder is er een kleine groepje Noord-Afrikanen waaronder ongeveer 4000 Marokkanen.

## Geschiedenis

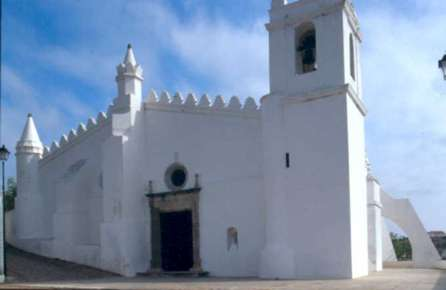
Oude moskee in Mértola die is veranderd in een kerk.

Van 711 tot 1249 was een groot deel van het grondgebied van wat nu Portugal is (namelijk ten zuiden van de rivier de Mondego, maar vooral in de Alentejo en de Algarve) onder moslimcontrole en het heette Garb Al-Andalus (het westen van Al-Andalus). Deze aanwezigheid heeft wat cultureel erfgoed achtergelaten in Portugal, zoals de islamitische kunst en architectuur. De stad Mértola, in de Alentejo, bezit de enige gedeeltelijke overblijfselen van een moskee die na de Reconquista is veranderd in een katholieke kerk.

## Heerschappij
- Omajjaden (711-750)
- Abbasiden (750-756)
- Emiraat Córdoba (756-929)
- Kalifaat Córdoba (929-1031)
- Eerste Taifa periode (1031-1091)
- Almoraviden (1091-1145)
- Tweede Taifa periode (1145-1151)
- Almohaden (1151-1238)
- Derde Taifa periode (1238-1249)

## Bekende Portugese moslims
- Manuel Da Costa, voetballer
- Aliqoli Jadid-ol-Eslam, autheur
- Khalid Gonçalves, acteur
- Celso Rodrigues Da Costa, militant
- Jorvan Vieira, voetbalcoach